# Irarsite
L'irarsite est un minéral composé d'un sulfo-arséniure d'éléments du groupe du platine, de formule chimique (Ir,Ru,Rh,Pt)AsS. De symbole Irs, elle est classée parmi les sulfures.